# 旧神戸港信号所

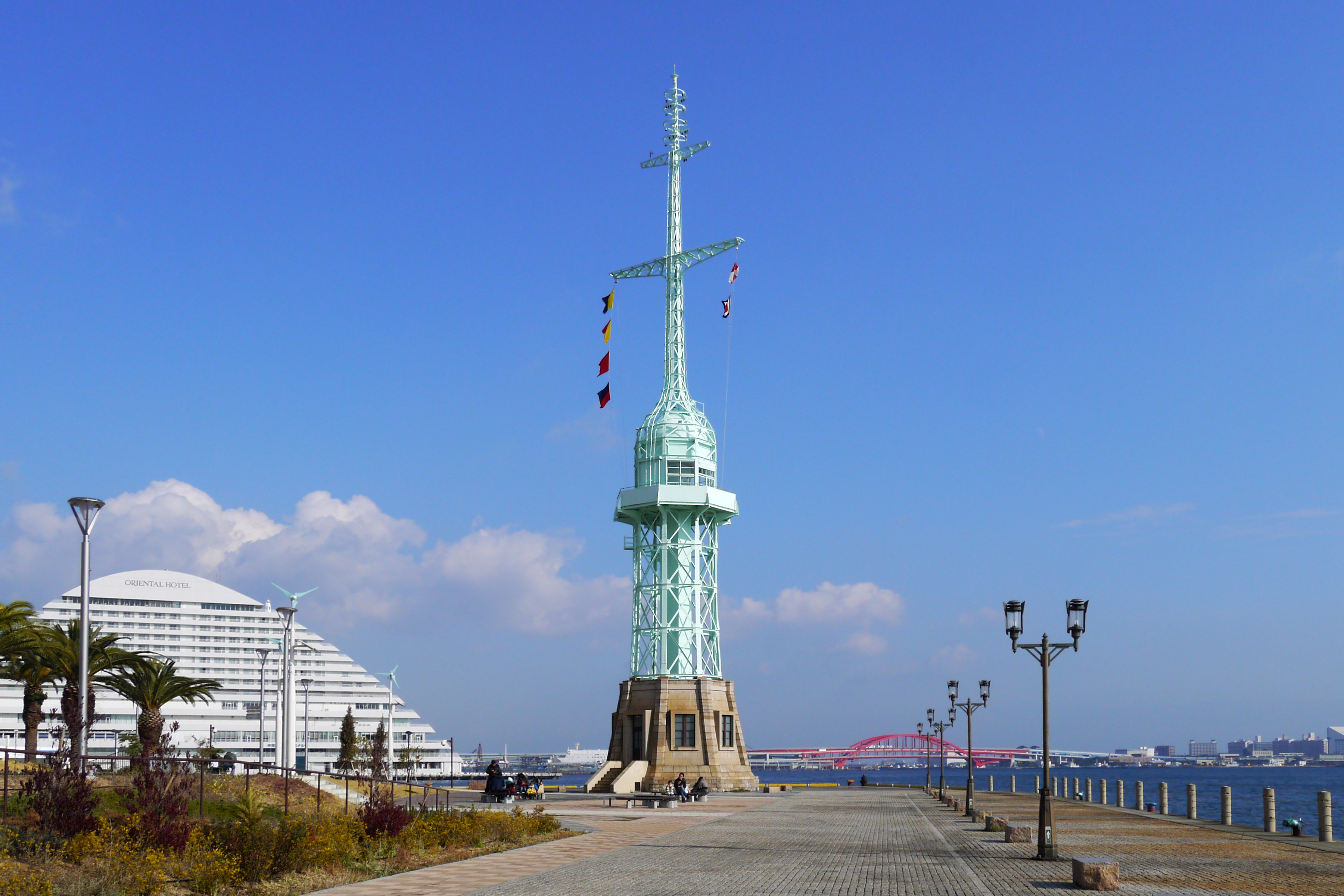
旧神戸港信号所

旧神戸港信号所（きゅうこうべこうしんごうしょ）は、兵庫県神戸市中央区の高浜旅客ターミナル（高浜岸壁）南端にある歴史的建造物。

## 概略
神戸港に現存する最古の信号所建造物。高さは46.3m。内部には2階にのぼるための手動のエレベーターがある。
当初は信号旗を使用。その後1937年（昭和12年）の移転時に発光信号に変更され、1990年（平成2年）に新港第5突堤で信号所としての役割を終えた。現在はハーバーランドのシンボルタワーとして高浜岸壁南端に移築され、保存処置が講じられている。
夜間はライトアップされる。

## 年譜
- 1921年（大正10年） - 新港第四突堤に建設。
- 1937年（昭和12年） - 新港第5突堤に移動。
- 1985年（昭和60年）4月1日 - ポートアイランドに新信号所設置。
- 1990年（平成2年）3月31日 - 業務移行により閉鎖。
- 1992年（平成4年） - 歴史的建造物として保存が決定。

## ギャラリー

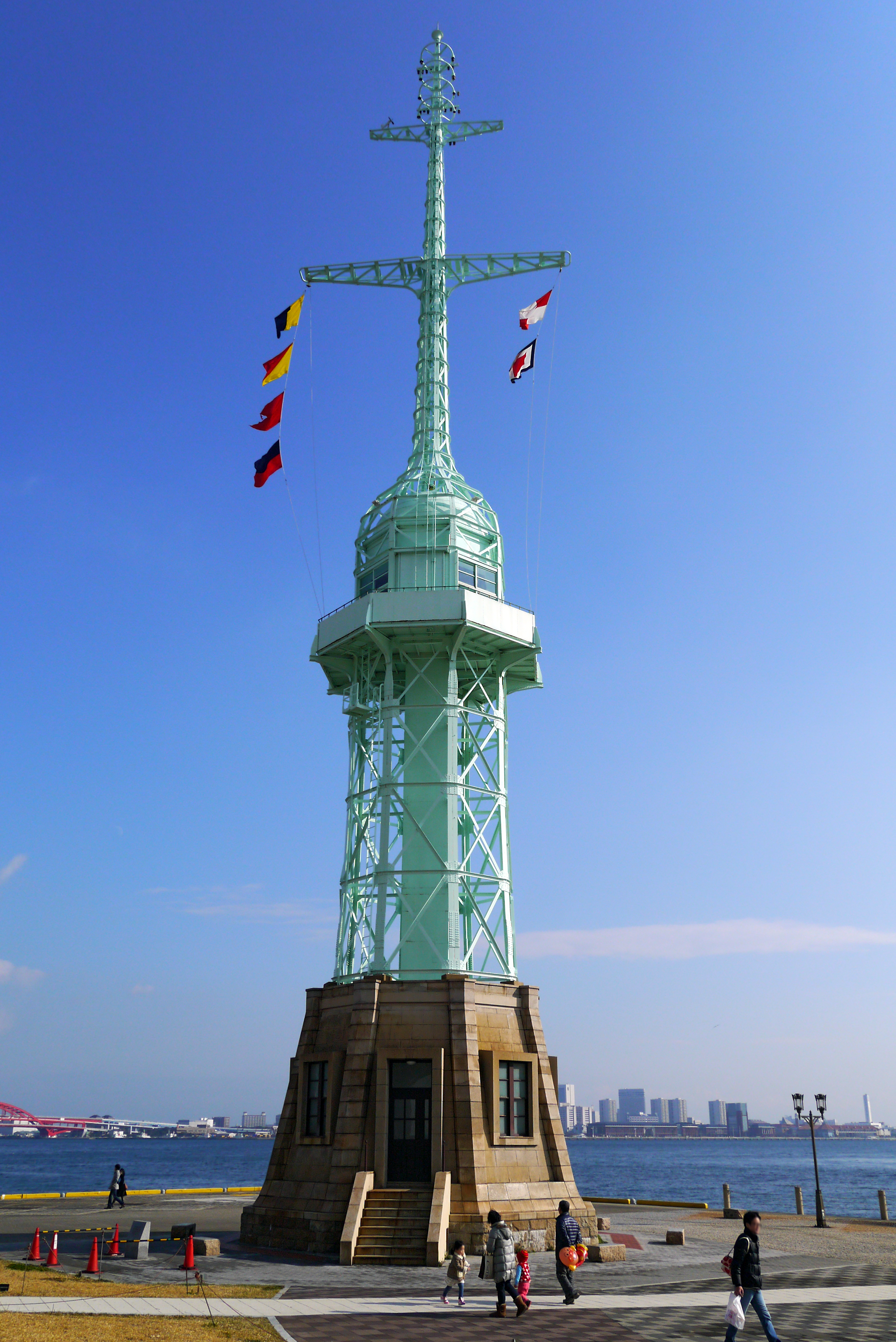
2014年12月
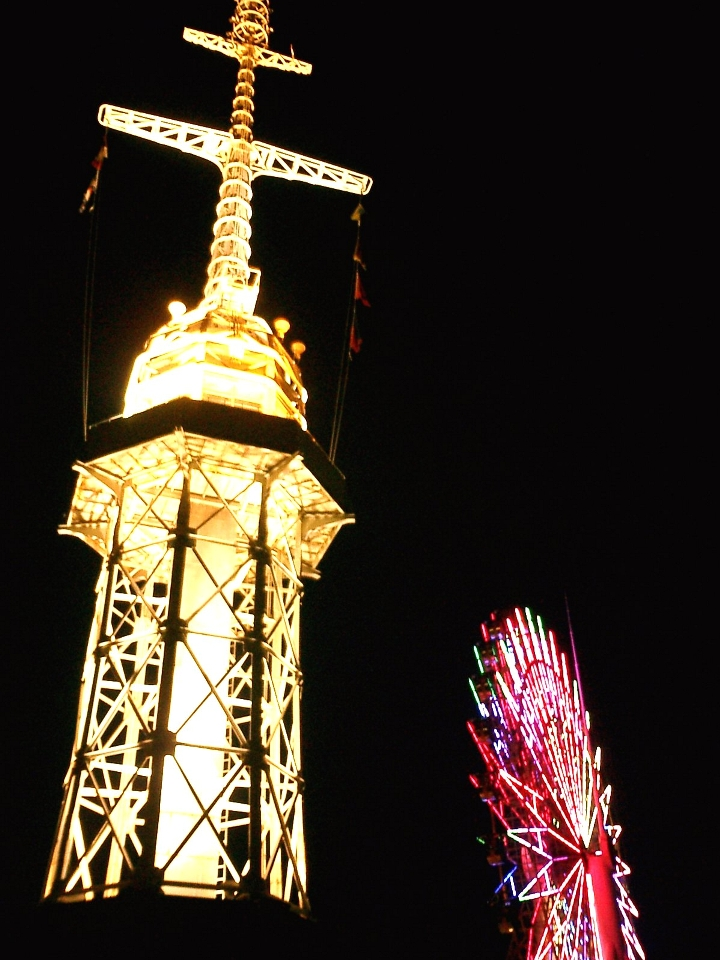
ライトアップ
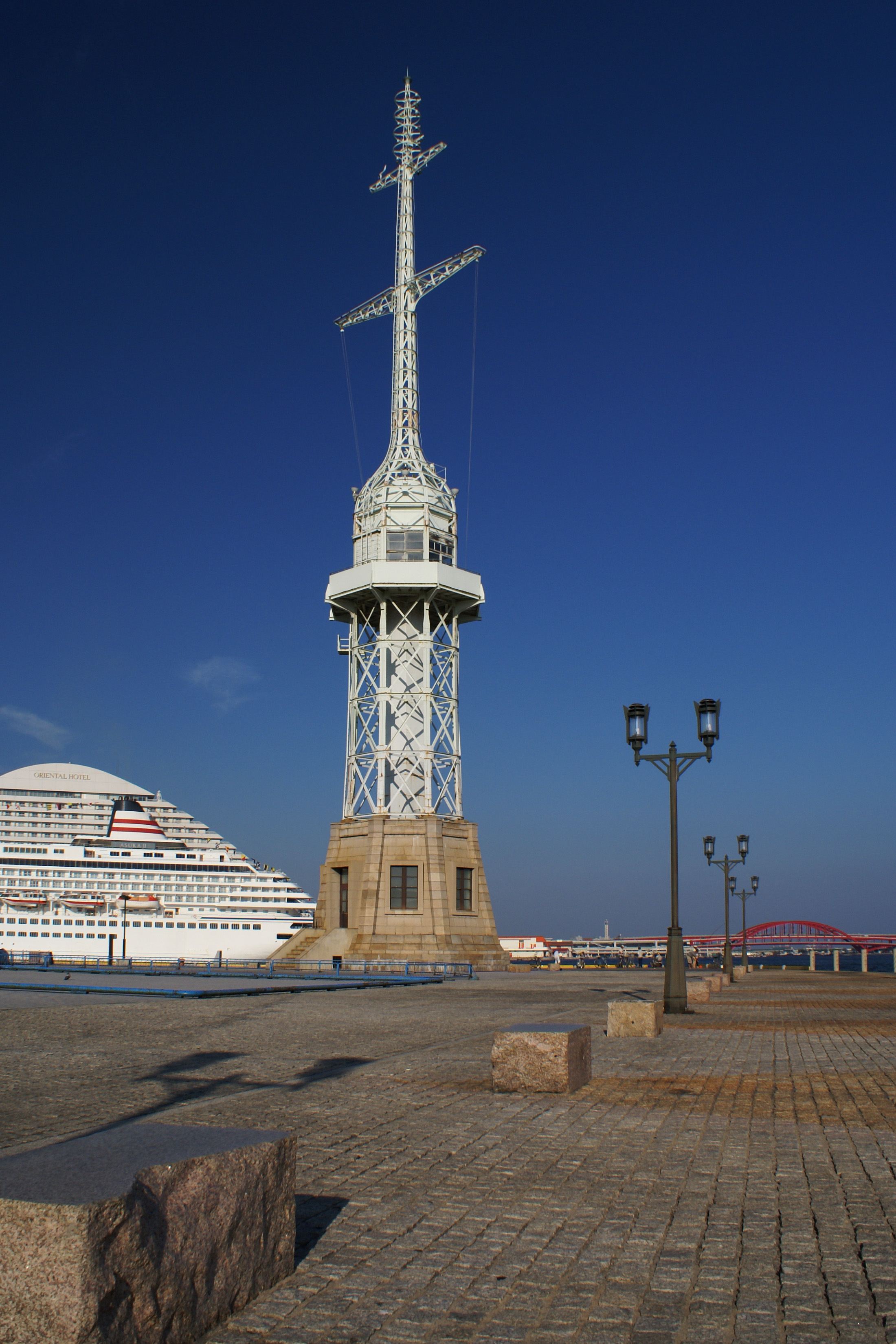
西側より
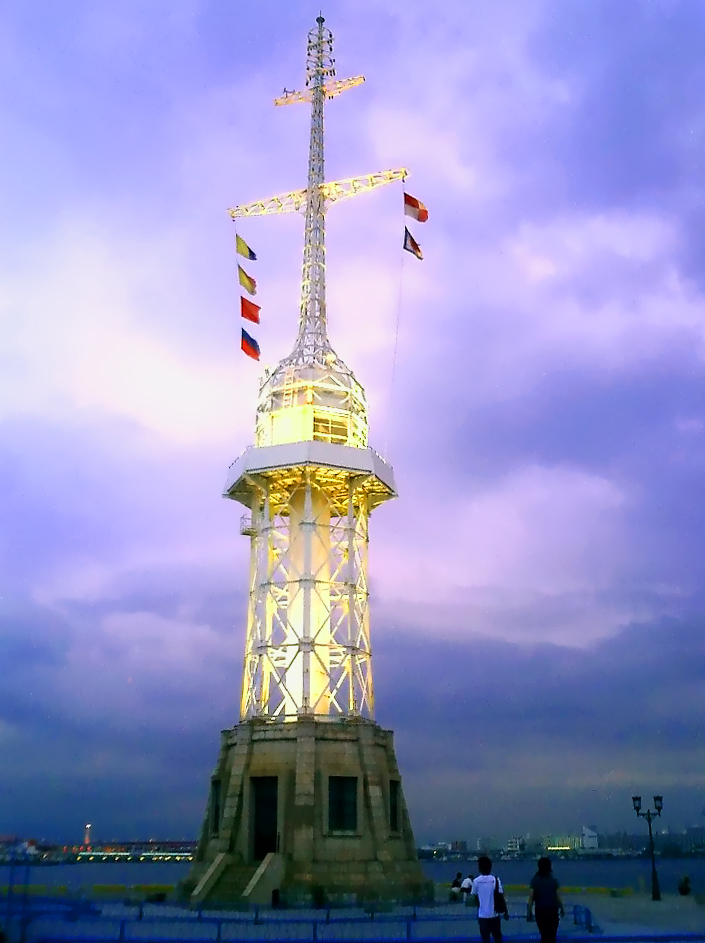